# Patience (álbum)
Patience, 'Paciencia' en español, es el último álbum de estudio de George Michael y se publicó en 2004 después de Older, de 1996. Debutó en el #1 en el UK Albums Chart y en el #2 en Australia el 22 de marzo de 2004. El trabajo se convirtió en uno de los álbumes más vendidos en el Reino Unido, y alcanzó más de 200 000 copias en la primera semana, el Top 5 en la mayoría de listas europeas y el puesto número 12 en los Estados Unidos. Es considerado como el álbum de regreso de George Michael a los escenarios en el nuevo milenio. Vendió alrededor de 7 millones de copias en todo el mundo, con 6 sencillos: los dos primeros, Freeek! Y Shoot the Dog, que fueron lanzados en 2002 por Polydor, cuando el álbum se estaba realizando; el último, John and Elvis Are Dead, fue vendido solo a través de Internet. Es el disco más personal del cantante, en el que se reflejan sus pasiones y recuerdos más íntimos.

## 1998-2002
Patience (2004) fue el primer álbum de George Michael compuesto de material original desde 1996, si bien incluyó un par de canciones ya conocidas, pues se habían difundido en 2002. 
Su sencillo "Freeek!" triunfó en Europa al llegar al número uno en las listas de éxitos de Italia, Portugal, España y Dinamarca; también entró entre los 10 primeros en el Reino Unido y top 5 en Australia. Estuvo en 22 listas de todo el mundo. Fue dado a conocer con un chocante y audaz vídeo musical dirigido por Joseph Kahn, de ambientación futurista, donde George Michael encarna a varios personajes (entre ellos un cíborg) que manejan el sexo como dominación y objeto comercial.
El siguiente sencillo, "Shoot the Dog", generó gran controversia cuando se lanzó en julio de 2002. Fue una crítica de George W. Bush y Tony Blair en el periodo previo a la invasión de Irak en 2003. El vídeo muestra una versión animada de Michael a lomos de un misil nuclear en el Medio Oriente y Tony y Cherie Blair en la cama con el presidente Bush. La imagen de este último era al parecer como un homenaje al vídeo de 1986 para "Land of Confusion" de Genesis. La caricatura fue producida por los creadores de 2DTV, una satírica serie animada de televisión que se emite semanalmente en la ITV (Independent Television) en el Reino Unido. La canción fue una versión parcial del éxito de 1981 de The Human League "Love Action", a partir de muestras instrumental de la canción y con el interludio del mismo rap.
En una entrevista con MTV, George Michael dijo que la canción estaba destinada principalmente a resaltar lo que considera una falta de consulta por parte de Tony Blair sobre la decisión. "La gente está mirando a la canción en el contexto de un ataque contra Estados Unidos, en oposición a un ataque contra Tony Blair. Y de verdad, mi ataque es que Tony Blair no está involucrando a los británicos en esta cuestión. Su estancia es completamente feliz hasta ver la Copa del Mundo y que goza de Jubileo (de la reina Isabel II), todas las cosas que estoy perfectamente culpable, pero hay un debate serio sobre Irak, que no ha tenido lugar. No sabemos lo que Saddam Hussein es capaz de hacer, el pueblo británico no tiene ni idea".
"Shoot the Dog" no fue lanzado como sencillo en los Estados Unidos por de la sensibilidad de los ataques del 11 de septiembre de 2001. A pesar de que alcanzó el top 5 en Portugal, España, Italia y Dinamarca, no pudo llegar a los diez primeros en el Reino Unido y su rendimiento gráfico fue decepcionante para los estándares de carrera de George Michael.
También ha grabado una versión de "The Grave" (escrita por Don McLean como una protesta contra la guerra de Vietnam) para enfatizar su oposición a la invasión de Irak. Fue lanzado como parte de la organización benéfica War Child álbum Hope. Michael interpretó la canción en el show de lista de larga duración Británica Top of the Pops de la BBC Television el 7 de marzo de 2003, presentado por el escritor y comediante (y fan de George Michael) Ben Elton. Fue la primera aparición de Michael en la serie desde 1986, cuando realizó The Edge of Heaven como un medio de Wham!. Entró en conflicto con los productores del programa para un antiguerra, anti t-shirt Blair usado por algunos miembros de su banda.
El álbum también hace gran uso de sampleos, por ejemplo, "Freeek!" muestras de la canción de Aaliyah "Try Again" (ver este enlace de la prueba; ) "Breathe & Stop" por Q-Tip y también "NT" de Kool and the Gang (como se indica en las notas de Patience), "Shoot the Dog" con muestras de la canción de The Human League "Love Action (I Believe In Love)" (que también cuenta con el "Gotta get up!" línea tomada del éxito de 1996 de George Fastlove pero no se le atribuye el crédito porque ya está escrita por George), "Please Send Me Someone (Anselmo's Song)" muestras "Moonraker" de John Barry y Hal David (ver las notas de ·Flawless (Go to the City) single CD #1 y pruebas del disco Patience) y Flawless (Go to the City) muestras de una pista de baile, originalmente grabada por The Ones, llamada "Flawless"

## Volver a Sony Music y último álbum
El 17 de noviembre de 2003, George Michael volvió a firmar con Sony Music, después de una batalla legal con la empresa que llevó su contrato a ser vendido a las compañías discográficas rivales Virgin Records y DreamWorks Records el 14 de julio de 1995. Michael afirmó que su contrato con Sony lo estaba ahogando y lo mantenía en la "esclavitud profesional".
George Michael anunció que Patience será el último disco a la venta al público. Le dijo a la BBC Radio 1 el 10 de marzo de 2004, que la música del futuro que se lanzara estará disponible para su descarga con los fanes, afirmó a hacer una donación a la caridad. Él dijo: "He sido muy bien remunerado por mi talento en los últimos años, así que realmente no necesito el dinero del público. Me gustaría tener algo en internet, que es un sitio de descarga de beneficencia en el que cualquiera puede descargar mi música de forma gratuita. tendré mis obras de caridad favoritas hasta allí y la gente espera donar a eso". Afirmó que la decisión lo pone menos presionado para producir un nuevo álbum de vez en cuando y le permitirá tener más de una vida privada

## Éxito en las listas
El primer sencillo de Patience lanzado en 2004, "Amazing", llegó al número 1 en Italia, España y Portugal. La canción alcanzó el número 4 en el Reino Unido y el número 6 en Australia y la canción estuvo en 22 listas diferentes.
Patience salió a la venta en la mayor parte del mundo a finales de marzo y debutó en el número uno en el Reino Unido y el número dos en Australia y se ha vendido bien en Europa. El álbum salió a la venta en los Estados Unidos el 18 de mayo de 2004, sin embargo, no contenían "Patience Pt. 2" o la mordaz canción anti-Tony Blair de George "Shoot the Dog". Debutó en los Estados Unidos con un decepcionante puesto 29, pero después de muchos especiales de televisión, como el programa de Oprah la semana siguiente llegó a su punto más alto de la tabla el número 12.
El cuarto sencillo, "Flawless (Go to the City)" tuvo un buen desempeño en las listas al llegar a top 10 en el UK Singles Chart y alcanzó el puesto # 8. Se convirtió en un éxito enorme de baile, especialmente en los Estados Unidos alcanzando el puesto # 1 en el Billboard Hot Dance Club Play y se convirtió en el último sencillo número uno de Michael en las listas del United States Hot Dance Club Play.
En noviembre, Sony lanzó el quinto sencillo de Patience - "Round Here". Con la versión del álbum ya que la pista principal y la versión del álbum de "Patience" como el b-side, la atracción única para los aficionados fue el video de "Round Here". El sencillo se estancó en las listas británicas en el # 32.

## Listas semanales
| Asia              |                         |    |
| Japón             | Oricon                  | 26 |
| América           |                         |    |
| Canadá            | Canadian Albums Chart   | 4  |
| Estados Unidos    | Billboard 200           | 12 |
| Europa            |                         |    |
| Alemania          | Media Control Charts    | 1  |
| Austria           | Ö3 Austria Top 40       | 3  |
| Bélgica (Flandes) | Ultratop                | 5  |
| Bélgica (Valonia) | Ultratop                | 4  |
| Dinamarca         | Danish Albums Chart     | 1  |
| España            | PROMUSICAE              | 4  |
| Finlandia         | Suomen virallinen lista | 3  |
| Francia           | Album Top 100           | 4  |
| Holanda           | MegaCharts              | 1  |
| Hungría           | Mahasz                  | 2  |
| Irlanda           | Top 75 Album Artist     | 2  |
| Italia            | Album Top 20            | 1  |
| Noruega           | VG-lista                | 11 |
| Polonia           | Polish Music Charts     | 1  |
| Portugal          | AFP                     | 5  |
| Reino Unido       | Albums Chart            | 1  |
| Suecia            | Sverigetopplistan       | 1  |
| Suiza             | Swiss Music Charts      | 2  |
| Oceania           |                         |    |
| Australia         | ARIA Charts             | 2  |
| Nueva Zelanda     | Album Top 40            | 2  |

## Certificaciones
| País          | Proveedor   | Año  | Certificación |
| América       |             |      |               |
| Argentina     | CAFIP       |      | Platino       |
| Europa        |             |      |               |
| Alemania      | BVMI        |      | Platino       |
| Austria       | IFPI        |      | Oro           |
| Bélgica       | BEA         |      | Oro           |
| Dinamarca     | Tracklisten |      | Oro           |
| España        | PROMUSICAE  |      | Platino       |
| Francia       | SNEP        |      | Oro           |
| Hungría       | Mahasz      |      | Oro           |
| Italia        | FIMI        |      | Platino       |
| Países Bajos  | NVPI        |      | Oro           |
| Polonia       | ZPAV        |      | Oro           |
| Reino Unido   | BPI         |      | 2 X Platino   |
| Suecia        | IFPI        |      | Oro           |
| Suiza         | IFPI        |      | Oro           |
| Oceanía       |             |      |               |
| Australia     | ARIA        | 2005 | Platino       |
| Nueva Zelanda | RIANZ       | 2005 | Platino       |

## Lista de canciones
| Edición para Norteamérica |                                           |                                                                                            |          |  |
| N.º                       | Título                                    | Escritor(es)                                                                               | Duración |  |
| 1.                        | «Patience»                                | George Michael                                                                             | 2:53     |  |
| 2.                        | «Amazing»                                 | Johnny Douglas, Michael                                                                    | 4:25     |  |
| 3.                        | «John and Elvis Are Dead»                 | David Austin, Michael                                                                      | 4:23     |  |
| 4.                        | «Cars and Trains»                         | Douglas, Michael                                                                           | 5:51     |  |
| 5.                        | «Round Here»                              | Michael                                                                                    | 5:54     |  |
| 6.                        | «My Mother Had a Brother»                 | Michael                                                                                    | 6:17     |  |
| 7.                        | «Flawless (Go to the City)»               | Paul Alexander, Eric Matthew, Michael, Oliver Stumm, Gary Turnier, Nashom Wooden           | 6:51     |  |
| 8.                        | «American Angel»                          | Ruadhri Cushnan, Niall Flynn, James Jackman, Michael                                       | 4:07     |  |
| 9.                        | «Precious Box»                            | Michael                                                                                    | 7:39     |  |
| 10.                       | «Please Send Me Someone (Anselmo’s Song)» | John Barry, Hal David, Michael                                                             | 5:26     |  |
| 11.                       | «Freeek! '04»                             | Ronald Bell, Robert Bell, George Brown, Cushnan, Flynn, Roy Handy, Horne, Jackman, Michael | 4:28     |  |
| 12.                       | «Through»                                 | Michael                                                                                    | 4:55     |  |

| Edición para el Reino Unido |                                           |                                                      |          |  |
| N.º                         | Título                                    | Escritor(es)                                         | Duración |  |
| 1.                          | «Patience»                                | George Michael                                       | 2:53     |  |
| 2.                          | «Amazing»                                 | Johnny Douglas, Michael                              | 4:25     |  |
| 3.                          | «John and Elvis Are Dead»                 | David Austin, Michael                                | 4:23     |  |
| 4.                          | «Cars and Trains»                         | Douglas, Michael                                     | 5:51     |  |
| 5.                          | «Round Here»                              | Michael                                              | 5:56     |  |
| 6.                          | «Shoot the Dog»                           | Michael                                              | 5:07     |  |
| 7.                          | «My Mother Had a Brother»                 | Michael                                              | 6:17     |  |
| 8.                          | «Flawless (Go to the City)»               | Michael                                              | 6:51     |  |
| 9.                          | «American Angel»                          | Ruadhri Cushnan, Niall Flynn, James Jackman, Michael | 4:07     |  |
| 10.                         | «Precious Box»                            | Michael                                              | 7:39     |  |
| 11.                         | «Please Send Me Someone (Anselmo's Song)» | Michael                                              | 5:26     |  |
| 12.                         | «Freeek! '04»                             | Cushnan, Flynn, Jackman, Michael                     | 4:28     |  |
| 13.                         | «Through»                                 | Michael                                              | 5:22     |  |
| 14.                         | «Patience (Reprise)»                      | Michael                                              | 1:30     |  |

*Una versión alternativa de "Please Send Me Someone", el lado B de "Flawless (Go to the City)", aparece solo en la versión japonesa del álbum.

## Sencillos
1. "Freeek!" (18 de marzo de 2002)
2. "Shoot the Dog" (26 de agosto de 2002)
3. "Amazing" (1 de marzo de 2004)
4. "Flawless (Go to the City)" (28 de junio de 2004)
5. "Round Here" (1 de noviembre de 2004)
6. "John and Elvis Are Dead" (2005, lanzamiento en línea)